# Allan Dahl Johansson
Allan Dahl Johansson, né le 5 octobre 1998 est un patineur de vitesse norvégien.  

## Palmarès

### Jeux olympiques d'hiver
| Épreuve / Édition    | 500 mètres | 1 000 mètres                     | 1 500 mètres | 5 000 mètres                     | 10 000 mètres                    | Mass start                          | Poursuite par équipes               |
| JOJ 2016 Lillehammer | —          | Épreuve inexistante à cette date | —            | Épreuve inexistante à cette date | Épreuve inexistante à cette date | Médaille de bronze, Jeux olympiques | Médaille de bronze, Jeux olympiques |
| JO 2018 Pyeongchang  | —          |                                  | Ab           | —                                | —                                | —                                   | —                                   |

Légende :
- : première place, médaille d'or
- : deuxième place, médaille d'argent
- : troisième place, médaille de bronze
- : pas d'épreuve
- — : Non disputée par le patineur
- DSQ : disqualifiée